# Sankt Georgen am Ybbsfelde
Sankt Georgen am Ybbsfelde là một thị trấn ở huyện Amstetten trong bang Niederösterreich ở nước Áo. Đô thị này có diện tích 2287 km², dân số năm 2001 là 2613 người.